# Tom Gallagher
Thomas Gerard Gallagher (n. 1954) este un politolog britanic, expert în istoria modernă a României și a Peninsulei Balcanice. Publică un editorial săptămânal în ziarul România Liberă.

## Educație și carieră
A absolvit Universitatea din Manchester iar teza sa de doctorat are titlul "Teoria și practica autoritarismului în Portugalia". În prezent, Tom Gallagher este titularul catedrei de studii despre pace a Universității din Bradford, care pretinde a fi cel mai mare departament dedicat acestui subiect. Lucrările sale s-au concentrat pe disputele inter-grup și rolul statului în gestionarea sau exacerbarea acestora.
A publicat în revistele științifice Journal of Communist Studies & Transition Politics, European History Quarterly, Security Dialogue, "History Today", "The National Interest", "Democratization", "Balkanologie", "Ethnic and Racial Studies".

## Lucrări

### În limba engleză
- Glasgow the Uneasy Peace, Manchester University Press (1987)
- Outcast Europe, Routledge (2001)
- The Balkans After the Cold War, Routledge (2003)
- The Balkans in the New Millennium, Routledge (2005)
- Theft of a Nation: Romania Since Communism, C Hurst & Co Publishers Ltd (2005)

### Traduceri în română
- Furtul unei națiuni. România de la comunism încoace, 2004, ed. Humanitas
- Balcanii în noul mileniu: În umbra războiului și a păcii, 2006, ed. Humanitas